# Eustictus tibialis
Eustictus tibialis är en insektsart som beskrevs av Knight 1927. Eustictus tibialis ingår i släktet Eustictus och familjen ängsskinnbaggar. Inga underarter finns listade i Catalogue of Life.